# Jean-Baptiste Dureau de la Malle
Jean-Baptiste Dureau de la Malle (27 de novembro de 1742, Ouanaminthe, Saint-Domingue - 19 de setembro de 1807) foi um escritor e tradutor francês. Ele foi feito um membro do "Corps législatif " em 1802 e foi admitido na Académie française em 1804

## Biografia
Jean-Bapiste era filho de Laurent Dureau de la Malle e Elisabeth Sauvage. Foi estudar em Paris e, livre de ganhar a vida com sua grande fortuna, dedicou-se inteiramente às letras e fez de sua missão conhecer os mais ilustres escritores franceses da época. Tornou-se membro do " Corps législatif " em 1802 e da Académie française em 1804. Casou-se com Elisabeth-Renée Maignon, que também havia nascido em Saint-Domingue, e seu filho era Adolphe Dureau de la Malle.

## Trabalhos
Seu primeiro trabalho, uma tradução do De Beneficiis de Seneca, o Jovem, veio em 1776. Ele seguiu em 1793 com uma tradução de Tácito – isso fez sua reputação, foi reimpresso em 1808, 1816 e mais tarde, e foi dito pelo Dictionnaire Bouillet para ser a melhor tradução das obras até a publicação daquela de Jean Louis Burnouf.
A tradução de Salústio de Dureau de la Malle apareceu em 1808. Sua tradução de Lívio estava incompleta em sua morte e foi concluída por seu filho e por François Noël e publicada postumamente em 15 volumes de 1810 a 1815. Provavelmente sepultado inicialmente no cemitério de Père-Lachaise, seus restos mortais foram então transferidos para o cemitério de Mauves-sur-Huisne.